# Charles Athanase Walckenaer
Charles Athanase Walckenaer, född den 25 december 1771 i Paris, död där den 26 april 1852, var en fransk baron och lärd. 
Walckenaer studerade i Oxford och Glasgow, förordnades 1793 till uppsyningsman över militärtransporterna i Pyrenéerna och bedrev därefter tekniska högskolestudier. Han invaldes 1813 i Franska institutet, var mär i Paris femte arrondissemang och generalsekreterare hos Seineprefekten 1816-25, baroniserades 1823 och blev 1839 konservator för kartavdelningen vid kungliga biblioteket i Paris samt 1840 sekreterare på livstid i Académie des inscriptions et belles-lettres. Walckenaer införde i franska litteraturen den omfångsrikare biografin efter engelskt mönster genom sina arbeten Histoire de la me et des ouvrages de La Fontaine (1820; 4:e upplagan 1858), Histoire de la vie et des poésies d'Horace (1840; ny upplaga 1858) och Mémoires touchant la vie et les écrits de m:me de Sévigné (6 band, 1842-65). Walckenaer återställde originaltexten i Jean de La Bruyères arbeten, som han utgav 1845. På det geografiska vetandets område inlade Walckenaer förtjänst bland annat genom arbetena Le monde maritime (4 band, 1818), Histoire générale des voyages (21 band, 1826-31) och Géographie ancienne, historique et comparée des gaules (3 band, 1839; ny upplaga i 2 band, 1862). Han utmärkte sig även som entomologisk författare, i Histoire naturelle des insectes (4 band, 1836-47, jämte Gervais) och andra arbeten.